# 즐거운 오후 2시
즐거운 오후 2시는 MBC 표준FM에서 월~금요일 오후 2시 25분부터 오후 4시까지와 토요일 ~ 일요일 오후 2시 10분부터 오후 4시까지 방송했던 라디오 프로그램이다.

## 역사
1987년 4월 1일에 첫방송을 시작해, 1991년 9월 30일에 잠정적으로 폐지됐다가, 1998년 11월 2일에 다시 부활했으나, 2004년 4월 25일 방송을 마지막으로 "즐거운 오후 2시"는 완전히 17년 만에 폐지됐으며, 2004년 4월 26일 봄 개편 이후부터는 이 시간에 "2시만세"가 방송된다.

## 역대 DJ

### 남자
- 이수만
- 왕수현
- 손창호
- 고영수
- 이택림

### 여자
- 진미령
- 김나운
- 김혜림
- 노사연

## 방송 현황
- 수도권에는 현재 방송하지 않고 있으며 현재 방송중인 방송국은 목포MBC (평일), 제주MBC (평일), 대구MBC (평일), 포항MBC (평일), MBC경남 (평일), 대전MBC (평일)이다. 이 방송국들은 지역자체제작으로 방송하고 있다.
- 목포MBC, 제주MBC, 대구MBC, 포항MBC, MBC경남, 대전MBC는 평일에만 방송하고 주말에는 수도권에서 방송중인 2시만세를 방송하고 있다.

## 지역 문화방송 평일 프로그램
다음 목포문화방송, 제주문화방송, 대구문화방송, 포항문화방송, MBC경남, 대전문화방송 프로그램은 2시에 뉴스가 나간후 방송된다.
| 프로그램                                    | 방송지역                             | 방송국       | 진행자         |
| ------------------------------------------- | ------------------------------------ | ------------ | -------------- |
| 임사랑의 즐거운 오후 2시 (평일)             | 목포시, 전라남도 서남부              | 목포문화방송 | 임사랑         |
| 임서영의 즐거운 오후 2시 (평일)             | 제주특별자치도                       | 제주문화방송 | 임서영         |
| 류강국, 조영주의 즐거운 오후 2시 (평일)     | 대구광역시, 경상북도 남부            | 대구문화방송 | 류강국, 조영주 |
| 즐거운 오후 2시 김화선, 이병호입니다 (평일) | 포항시, 경상북도 동해안              | 포항문화방송 | 김화선, 이병호 |
| 이다슬의 즐거운 오후 2시 (평일)             | 경상남도                             | MBC경남      | 이다슬         |
| 김주홍, 이수진의 즐거운 오후 2시 (평일)     | 대전광역시, 세종특별자치시, 충청남도 | 대전문화방송 | 김주홍, 이수진 |

## 수상 경력
- 2000년 MBC 연기대상 라디오 부문 인기상 김혜림
- 2003년 MBC 연기대상 라디오 부문 여자우수상 노사연